# Miroslav Žbirka
Miroslav „Meky“ Žbirka (21. října 1952 Bratislava – 10. listopadu 2021 Praha) byl slovenský hudebník, jeden z nejpopulárnějších zpěváků Československa 80. let. Jeho matka byla Angličanka, otec Slovák, své písně zpíval v obou rodných jazycích. Na hudbě často pracoval v Londýně, po velkou část života ale žil v Praze, kde i zemřel.
Spoluzakladatel skupiny Modus, s níž v roce 1977 získal spolu s Jánem Lehotským a Marikou Gombitovou Zlatou bratislavskou lyru za píseň Úsmev. V roce 1981 spolu s Lacem Lučeničem opustili skupinu Modus a založili skupinu Limit, se kterou se vydal na sólovou dráhu. V roce 1982 se stal prvním slovenským Zlatým slavíkem; po Waldemaru Matuškovi byl druhý, kdo dokázal porazit Karla Gotta. Po své smrti získal v roce 2023 hned 4 hudební ceny Anděl za album roku, slovenské album roku, píseň roku a interpret roku.

## Mládí
Miroslav Žbirka, zvaný též Miro či Meky, byl synem Slováka Šimona Žbirky z Trnavé Hory a Angličanky Ruth Galeové z Londýna, kteří se seznámili v roce 1943 v severolondýnské čtvrti Muswell Hill. O rok později se vzali a po skončení 2. světové války se usadili v Bratislavě. Matka učila Mira anglicky a podporovala ho i v hudbě, k níž ho přivedli starší bratři Jason a Tony, kteří se velmi dobře orientovali v nových zahraničních hudebních směrech. Oba často hráli skladby svých oblíbených interpretů, což silně ovlivnilo a nasměrovalo i jejich mladšího bratra.
V roce 1969 spáchal jeho bratr Jason sebevraždu ve věku 25 let.

## Hudební kariéra
Jeho hudební kariéra začala již v jeho 15 letech, kdy spolu s kamarády založil skupinu Modus. Ta zpočátku hrála coververze populárních hitů konce 60. let 20. století, později však začala s vlastní tvorbou. Skupinu v roce 1973 opustil a hrál v Orchestru Gustava Broma a Orchesteru Gustáva Offermanna. V roce 1976 se do skupiny Modus vrátil. Skupina v roce 1977 vyhrála s písní Úsmev Bratislavskou lyru.
V roce 1980 skupinu opět opustil, vydal první sólovou desku Doktor sen a zároveň spolu s Lacem Lučeničem založili skupinu Limit, Lučenič také produkoval jeho sólová alba. V roce 1982 Žbirka v anketě Zlatý slavík porazil Karla Gotta, o rok později byl druhý. V roce 1983 také vyhrál Bratislavskou lyru se skladbou Nechodí.
Jeho úspěšná sólová hudební kariéra pokračovala i po roce 1989: mj. v letech 2002 a 2004 vyhrál slovenskou anketu Slávik, jeho Double album z roku 2018 získalo ocenění české hudební akademie Anděl. Ještě před úmrtím v listopadu 2021 rozpracoval a nazpíval své patnácté a poslední studio album Posledné veci, které do května 2022 dokončil jako producent jeho syn David Žbirka (který také zpívá na jeho úspěšném singlu "Nejsi Sám").
Mezi jeho nejznámější hity patří písně Biely kvet, 22 dní, Balada o poľných vtákoch, Len s ňou, Múr našich lások, Zažni, Prvá, Atlantída či Čo bolí, to prebolí, nebo duet s Marikou Gombitovou V slepých uličkách.

## Osobní život

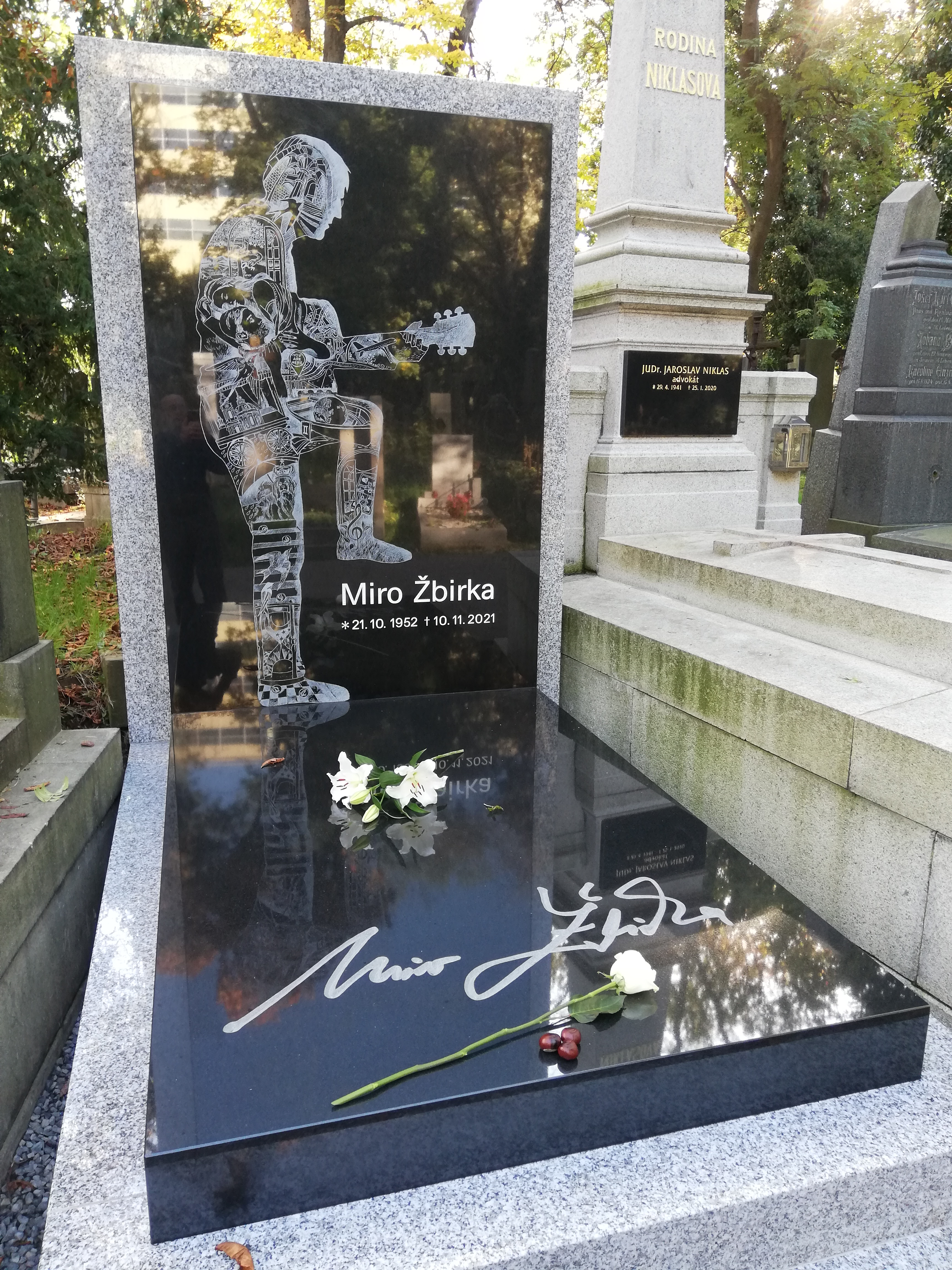
Hrob na Olšanských hřbitovech v Praze

Miroslav Žbirka měl se svojí první manželkou Helgou dceru Denisu, s druhou manželkou Kateřinou pak dceru Lindu a syna Davida. Žil se svou rodinou v Praze. Zemřel na zápal plic 10. listopadu 2021.
V roce 2019 mu slovenský prezident Andrej Kiska udělil nejvyšší slovenské státní vyznamenání Pribinův kříž I. třídy.

## Ocenění
- Cena Anděl Sólový interpret roku (2018)
- Pribinův kříž I. třídy (2019)
- Státní cena Alexandra Dubčeka (2022)
- Cena primátora Bratislavy (2022; Divadlo Pavla Országha Hviezdoslava)
- Zlatý slavík
- Medaile Za zásluhy 1. stupeň in memoriam (2022)

## Diskografie

### LP
Původní:
- 1979 Modus (s kapelou Modus)
- 1980 Doktor sen
- 1982 Sezónne lásky
- 1983 Roky a dni
- 1984 Nemoderný chalan
- 1986 Chlapec z ulice
- 1988 Zlomky poznania
- 1990 K.O.
- 1994 Samozrejmý svet
- 1997 Meky
- 2001 Modrý album
- 2005 Dúhy
- 2009 Empatia
- 2011 Symphonic Album (live) (společně s DVD)
- 2015 Miro
- 2018 Double Album
- 2022 Posledné veci

Exportní:
- 1981 Doctor Dream
- 1982 Miro[pozn. 1]
- 1982 Like a Hero
- 1982 Light of My Life
- 1983 Giant Step
- 1984 Dear Boy

1989 Step by Step
- 2006 Greatest Hits
- 2008 Like a Hero: The Best of Miro

Dětské:
- 1993 Songs for Children
- 1999 Songs for Boys & Girls

Koncertní:
- 2004 Live

Kompilační:
- 1985 12 naj...
- 1986 20 naj...
- 1995 22 dní: The Best of Miroslav Žbirka
- 1999 The Best of Miroslav Žbirka 2
- 2003 The Best of Miroslav Žbirka: '93 – '03
- 2006 Gold
- 2007 22 × 2: The Best of Miroslav Žbirka
- 2012 Zlatá kolekce
- 2012 Complete Box

### EP
- 2008 Vieš byť zlá
- 2012 Made In Abbey Road

### SP
Původní:
- 1993 Ó, rodný kraj (1975) – s Orchestrem Gustava Broma
- 1980 Klaun z domu číslo 6 / V slepých uličkách
- 1982 Biely kvet / Atlantída
- 1983 Nechodí / Zázračné hodiny
- 1988 Prvá / Už len deň
- 1994 Zima, zima / Zlodejka snov
- 1997 Letím tmou (za tebou)
- 2009 Múr našich lások (live) / Poraď si sám
- 2012 Love Shines / In the Sun

Exportní:
- 1982 The Love Song / My Darling
- 1983 Ginny / I Don't Wanna Make You Feel Down
- 1983 Dear Boy / Singing to My Little Lady
- 1987 Sunshine Lady / Come Back to Me
- 2009 Like a Hero / Leise fällt die Tür ins Schloss

### DVD
- 2004 Live
- 2006 The Best of Tour
- 2010 Miro Žbirka v Obecním domě: Live
- 2011 Empatia v obrazoch
- 2011 Symphonic Album (live) (společně s CD)
- 2013 Happy Birthday
- 2014 The Best of Video & Rarity
- 2019 Meky (film Šimona Šafránka)

## Galerie

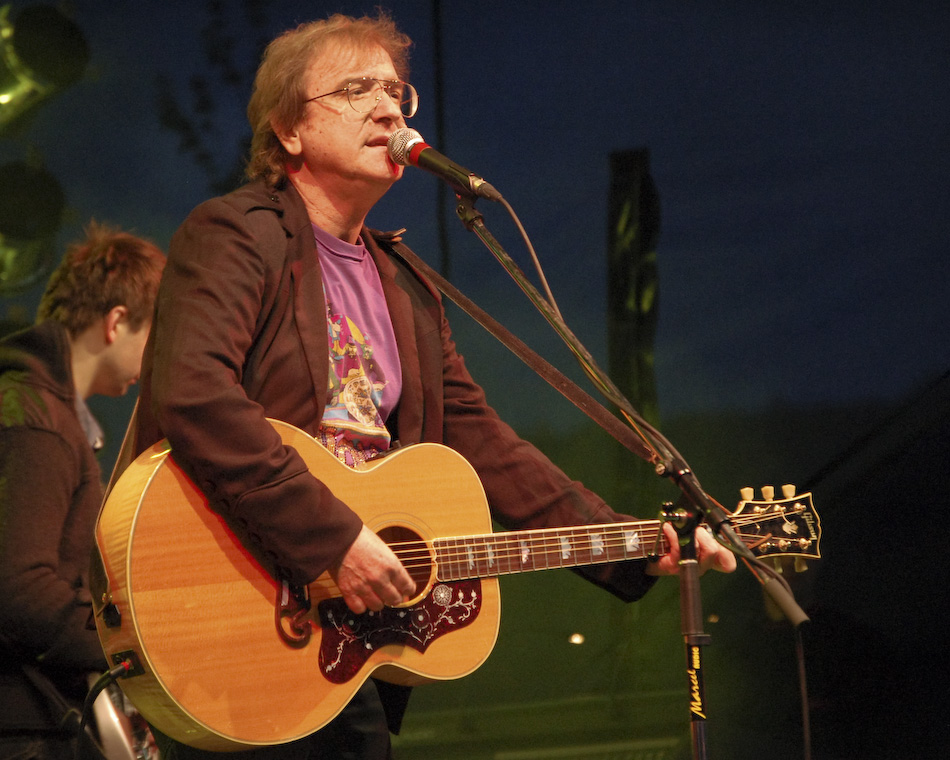
Miroslav Žbirka (při vystoupení v Brně, 2009)
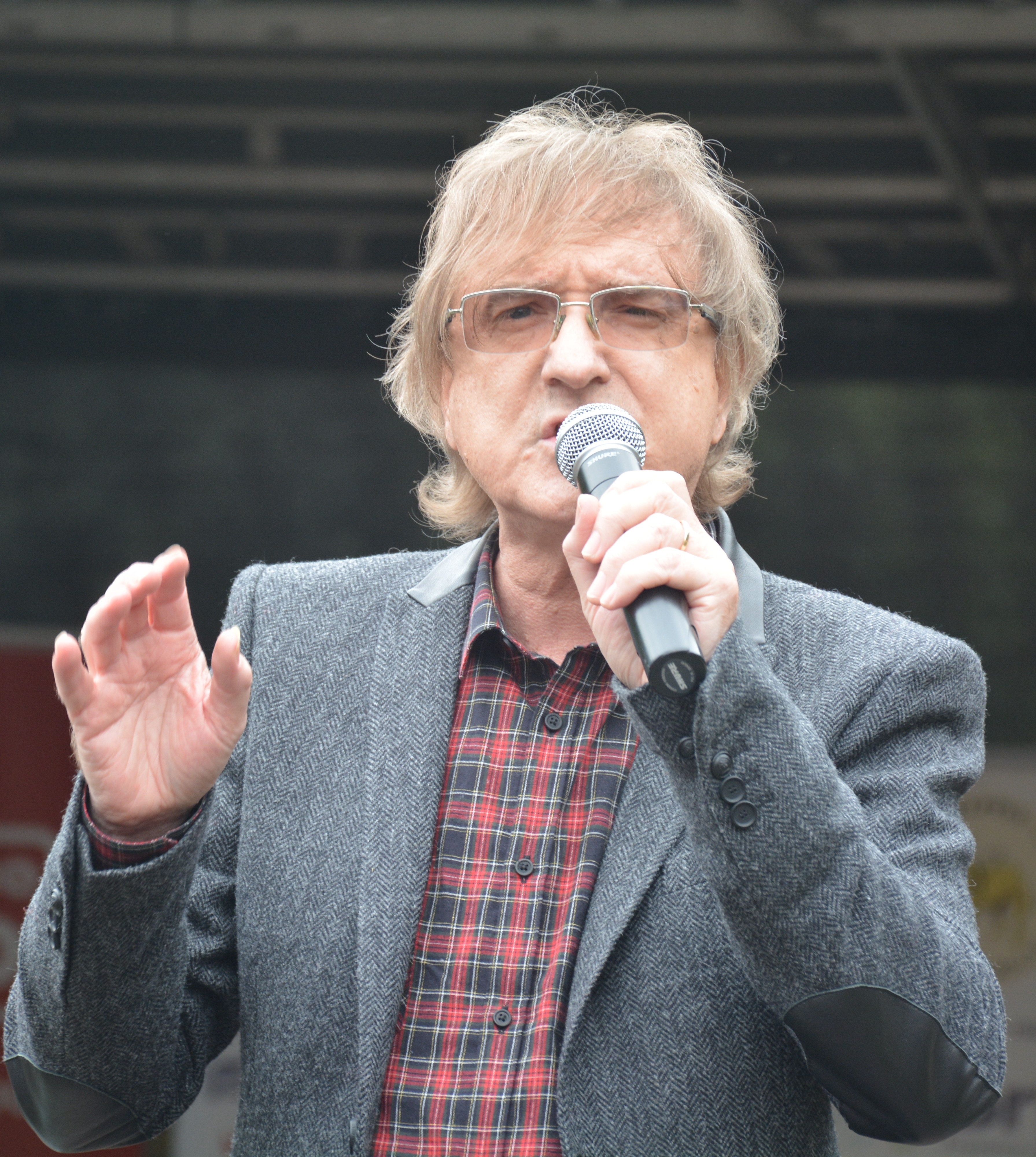
Miroslav Žbirka (při vystoupení v Praze, 2014)
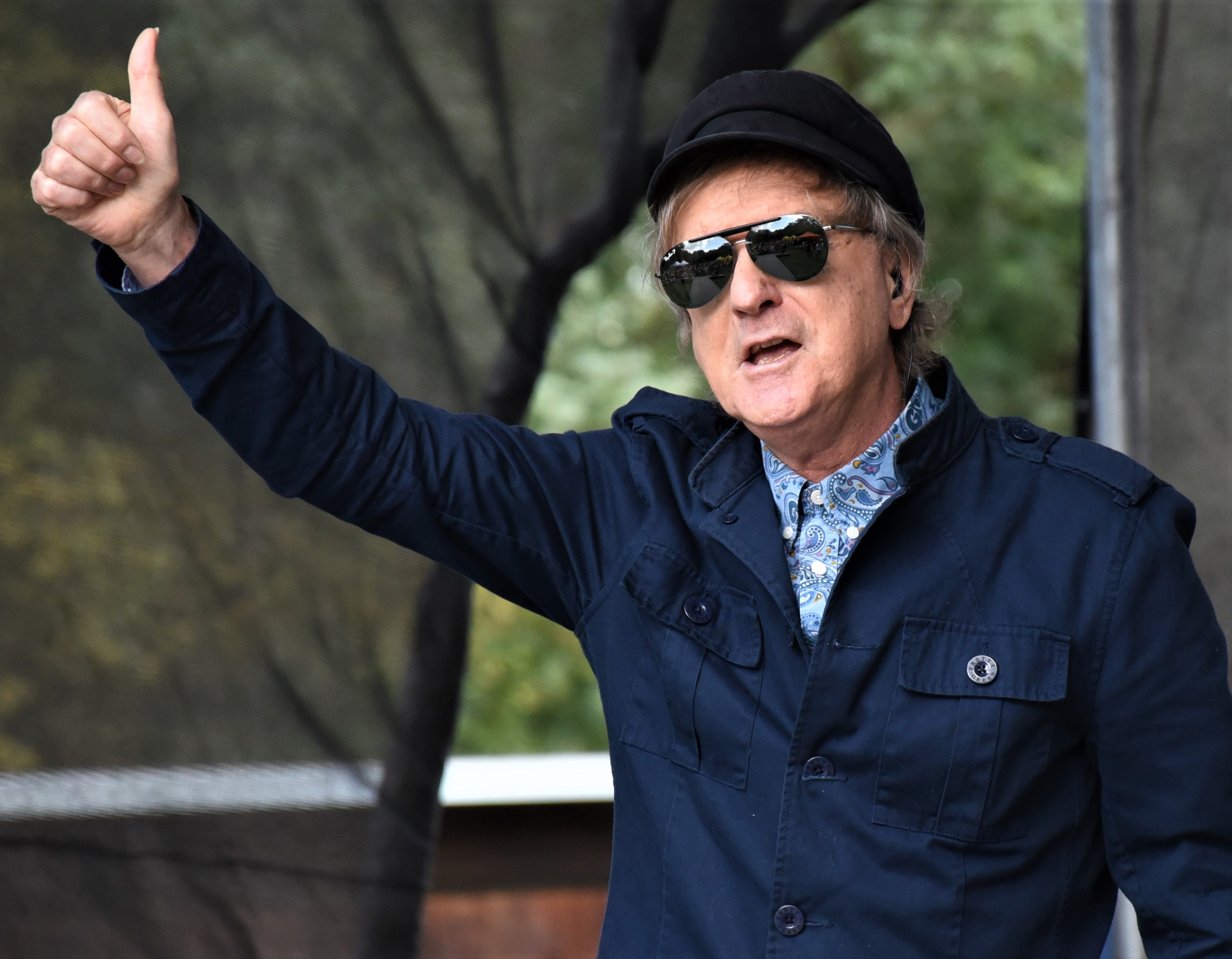
Miroslav Žbirka (při vystoupení v Praze, 2018)
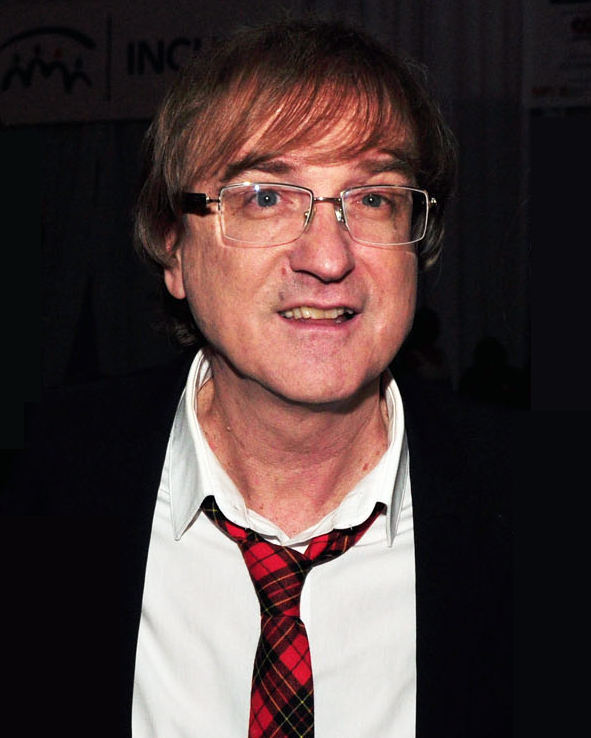
Miroslav Žbirka (2012)
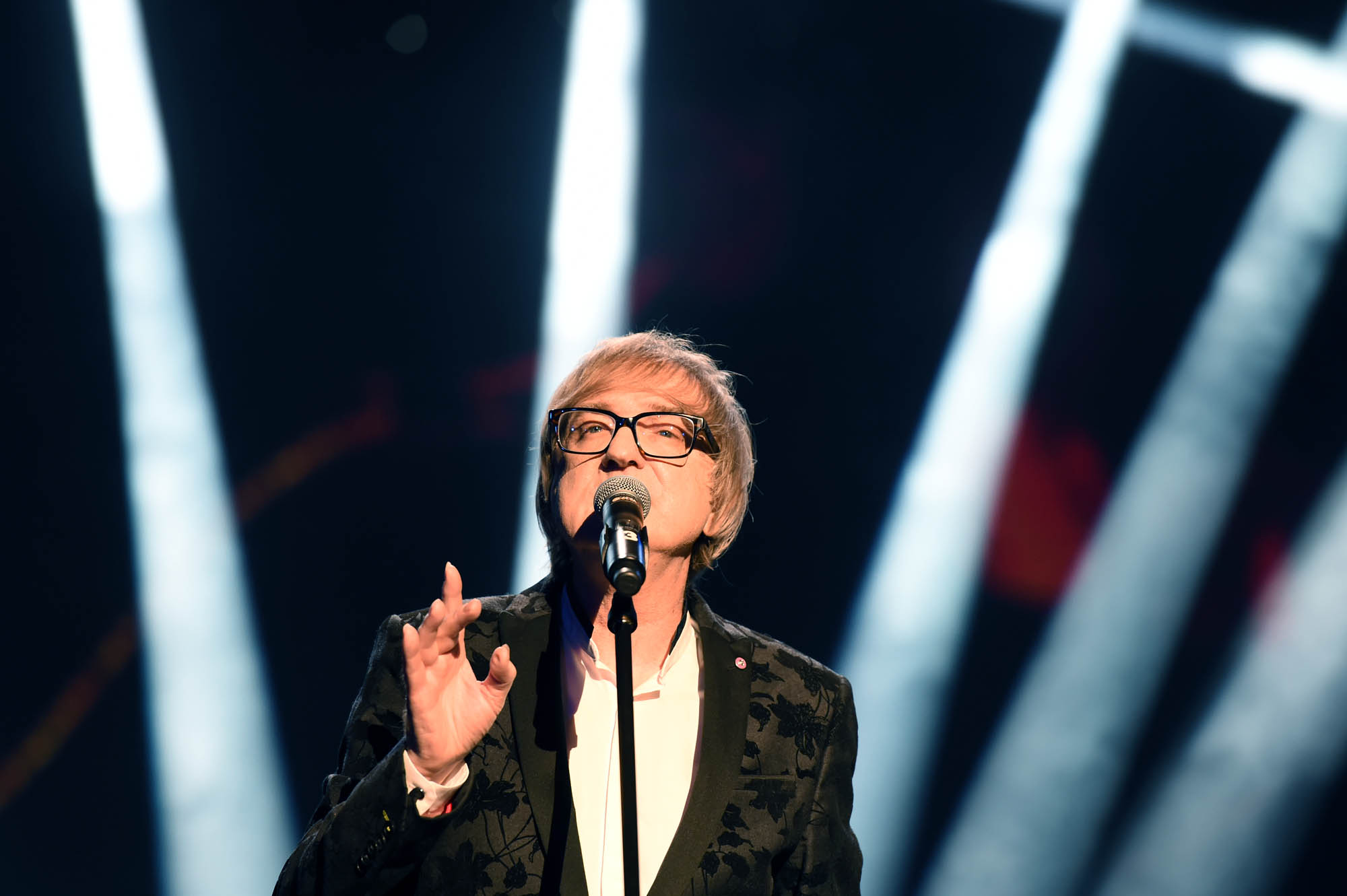
Miroslav Žbirka (na předávání ocenění Krištáľové krídlo v Bratislavě, 2016)
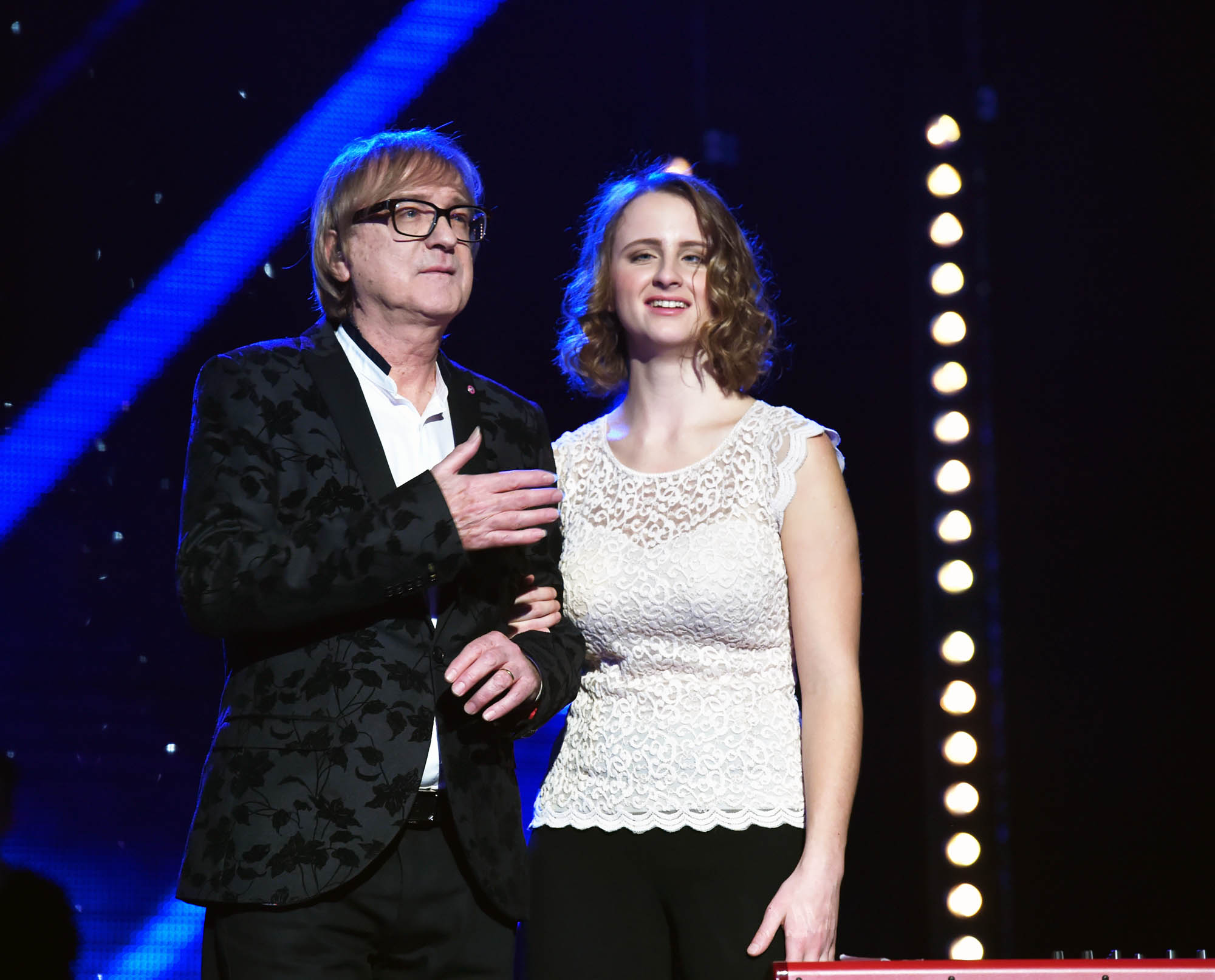
Miroslav Žbirka s Rachel Skleničkovou (na předávání ocenění Krištáľové krídlo v Bratislavě, 2016)
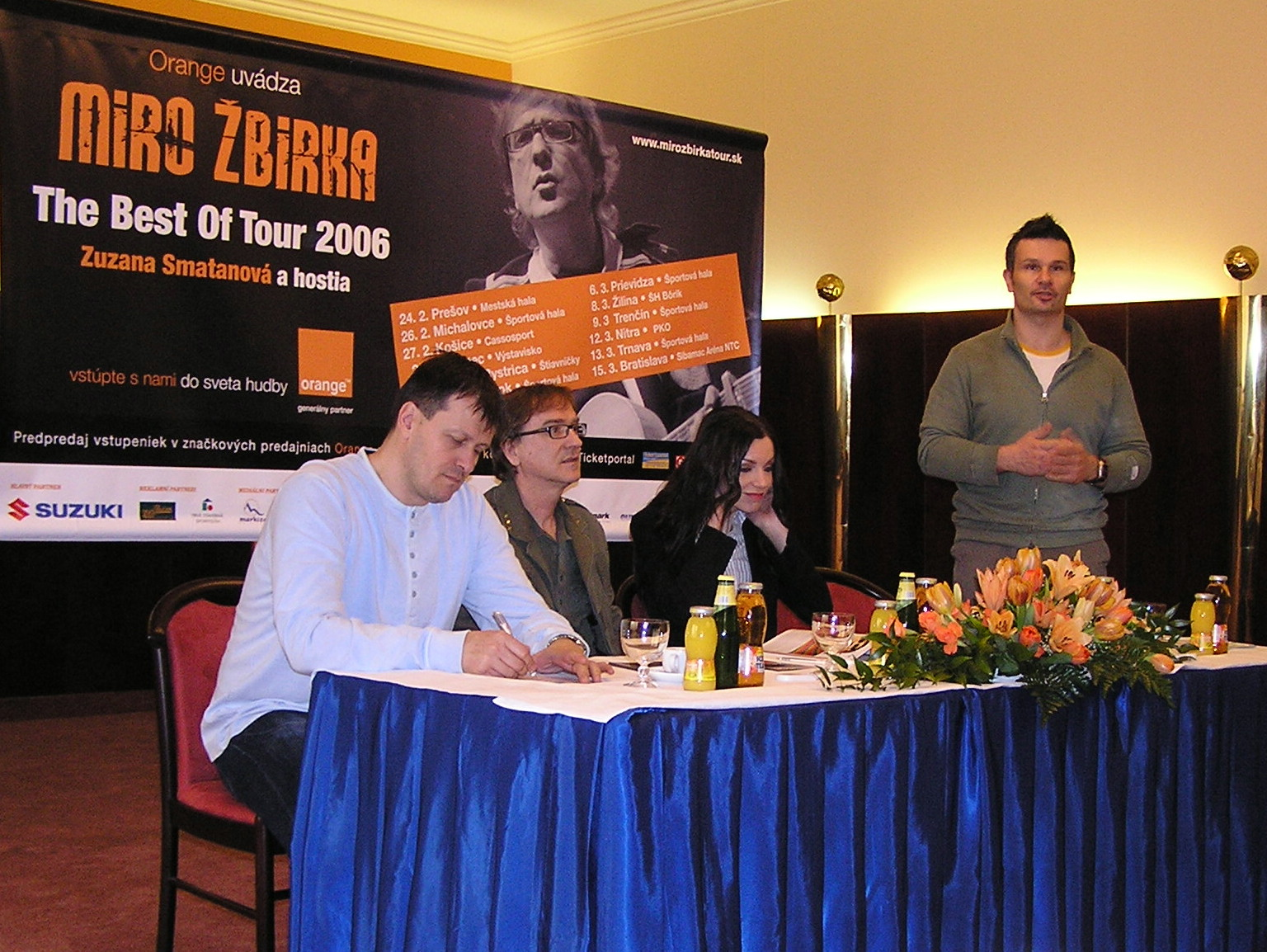
Miroslav Žbirka (na tiskové konferenci v Košicích, 2006)
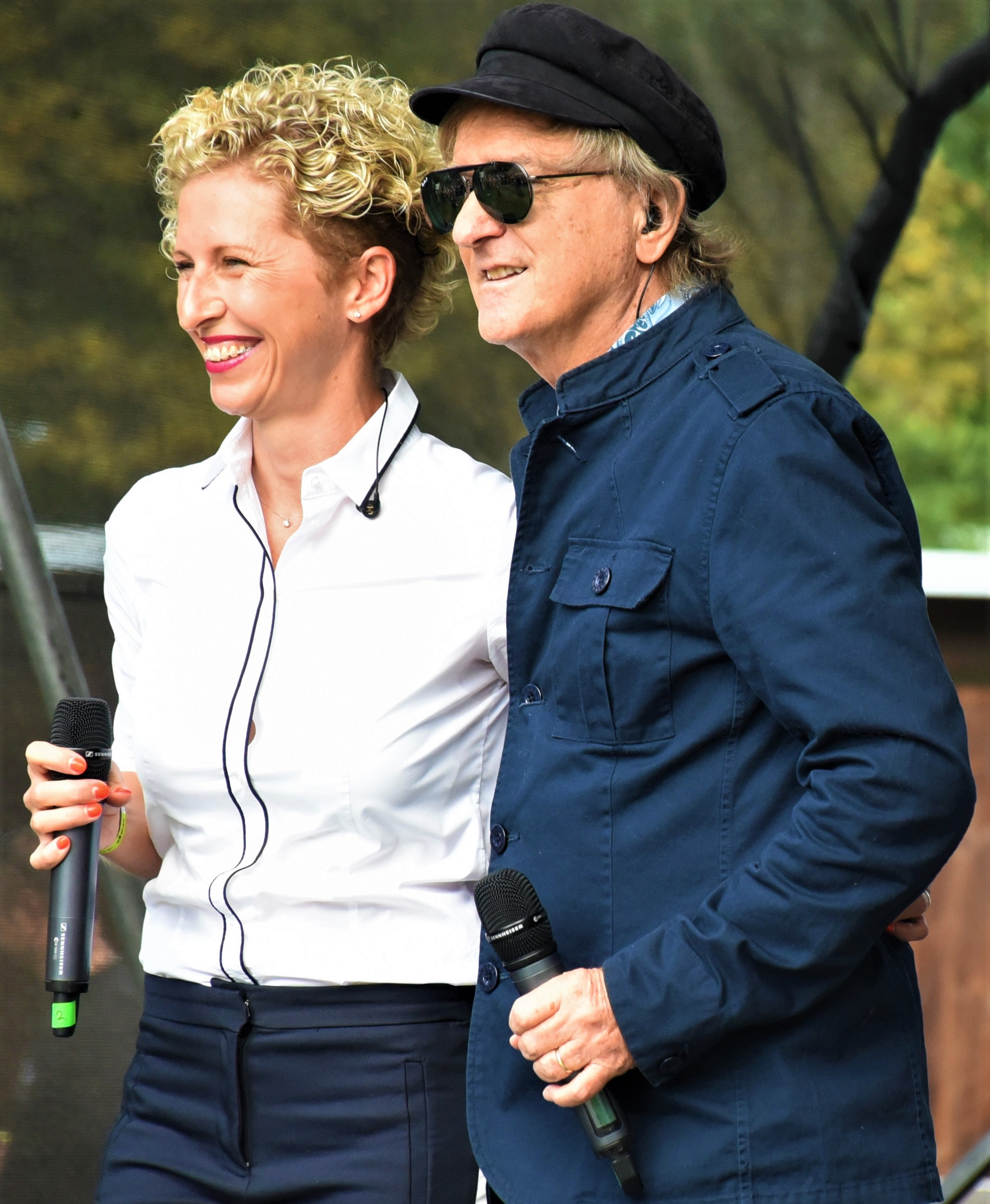
Miroslav Žbirka se zpěvačkou Marthou (v Praze, 2018)
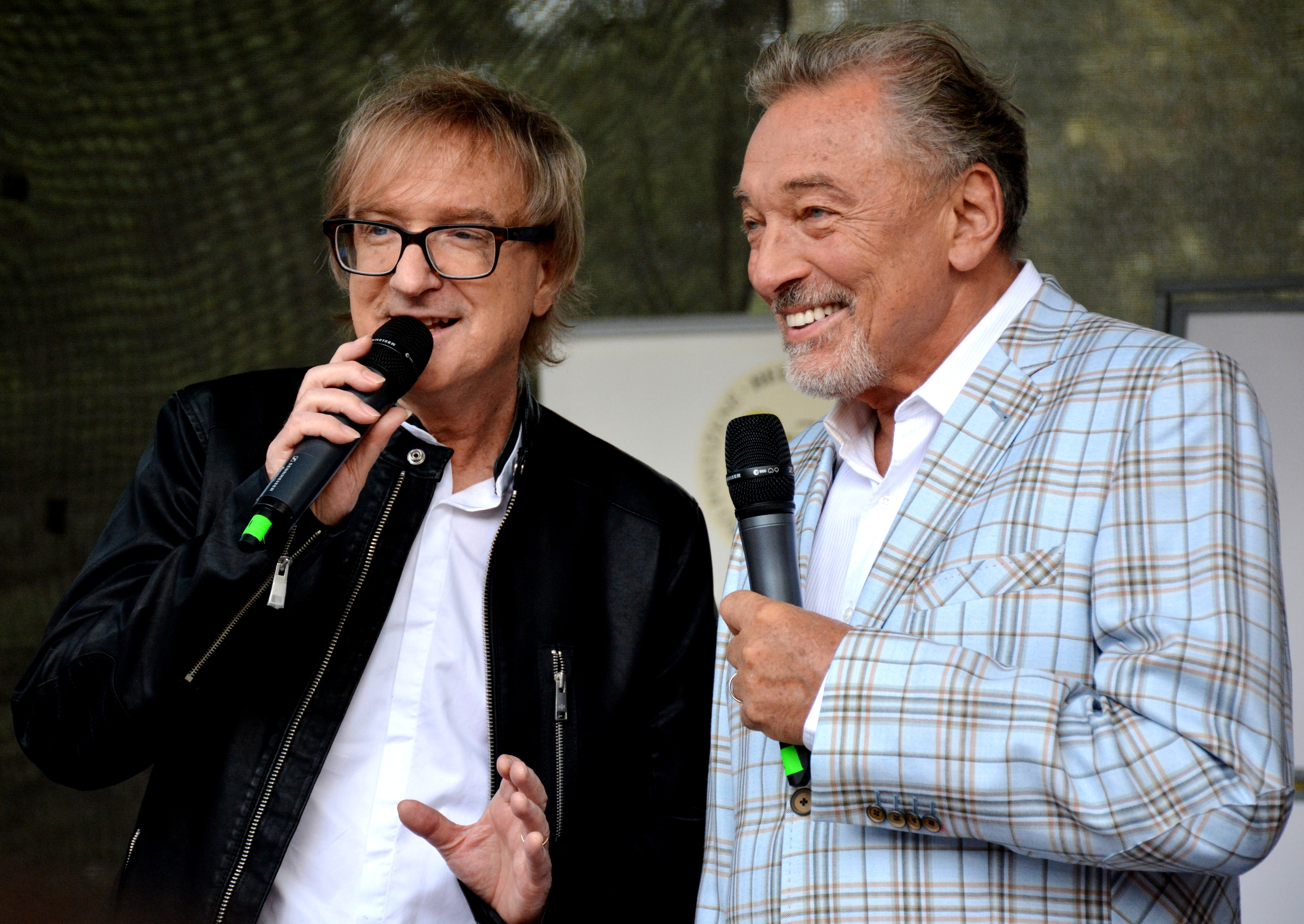
Miroslav Žbirka s Karlem Gottem (v Praze, 2016)
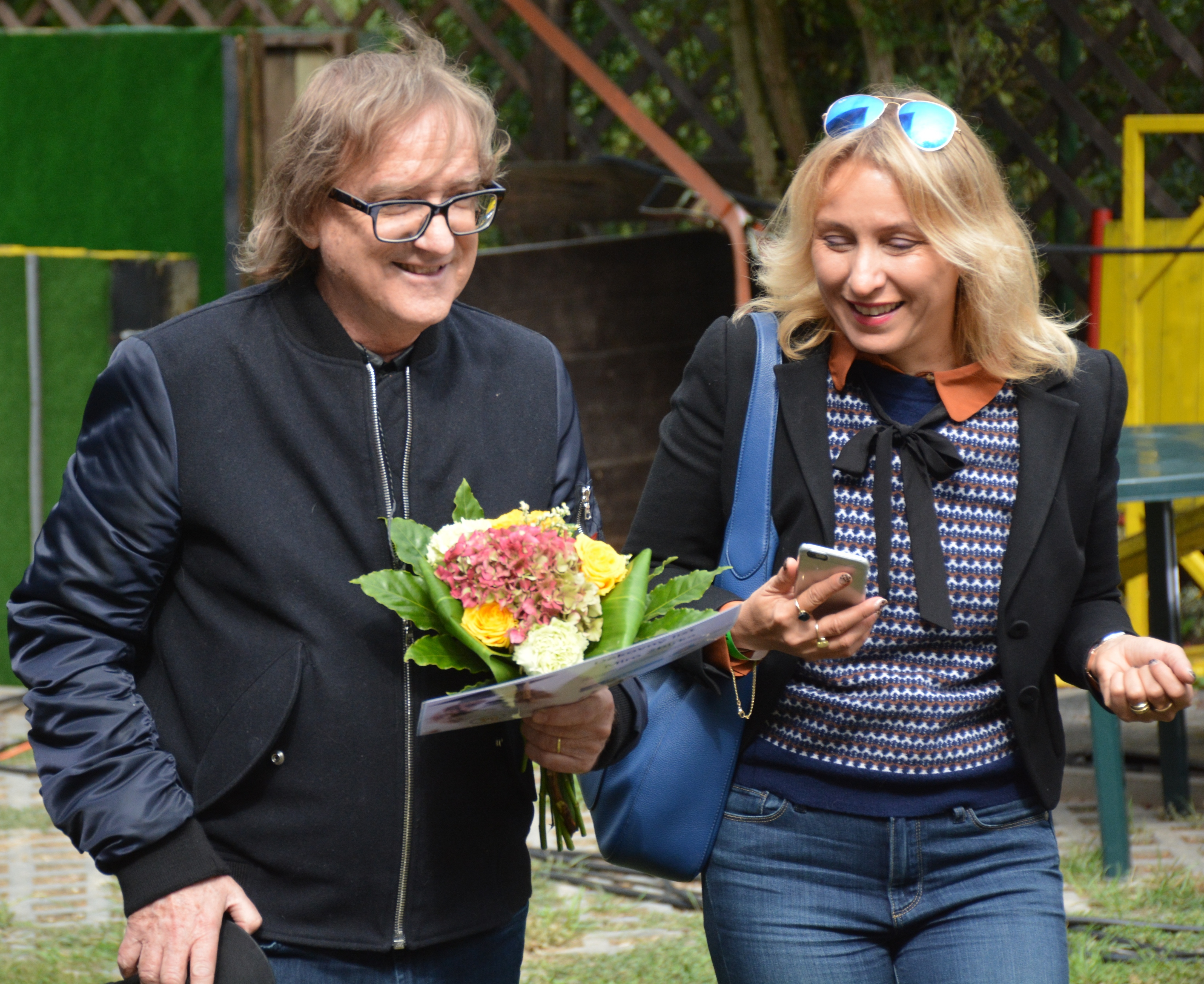
Miroslav Žbirka s chotí (v Praze, 2015)